# Manuel Pereira de Sampaio
Manuel Pereira de Sampaio, född 1692 i Lagos, död i februari 1750 i Rom, var en portugisisk adelsman och diplomat. Han var åren 1740–1750 Portugals ambassadör vid Heliga Stolen. Sampaio är bland annat känd för att ha utverkat titeln Allra trognaste konung åt kung Johan V av Portugal.
Sampaio är begravd i kyrkan Sant'Antonio dei Portoghesi i Rom. Hans gravmonument utfördes av Filippo della Valle och finns i Cappella dell'Immacolata Concezione.